# Algorithme de Gram-Schmidt
En algèbre linéaire, dans un espace préhilbertien (c'est-à-dire un espace vectoriel sur le corps des réels ou celui des complexes, muni d'un produit scalaire), le procédé ou algorithme de Gram-Schmidt est un algorithme pour construire, à partir d'une famille libre finie, une base orthonormée du sous-espace qu'elle engendre. On peut aussi utiliser le procédé de Gram-Schmidt sur une famille infinie dénombrable de vecteurs. Ceci permet de démontrer l'existence d'une base hilbertienne si l'espace est séparable.

## Énoncé
Précisément, en notant N = {0,...,p}  avec p dans ℕ :
Théorème — Si {\displaystyle (x_{n})_{n\in N}\,} est une famille libre d'un espace préhilbertien, il existe une et une seule famille orthonormée {\displaystyle (e_{n})_{n\in N}\,} telle que : 
- {\displaystyle {\rm {Vect}}(e_{0},\ldots ,e_{n})={\rm {Vect}}(x_{0},\ldots ,x_{n})\,} pour tout n
- les produits scalaires {\displaystyle (e_{n}|x_{n})\,} sont strictement positifs pour tout n

On oublie souvent la seconde condition, qui assure l'unicité. Elle permet de parler de la famille orthonormalisée de Gram-Schmidt associée à {\displaystyle (x_{n})_{n\in N}\,}.
L'étape générale de l'algorithme consiste à soustraire au vecteur vj+1 son projeté orthogonal sur le sous-espace engendré par v0,...,vj. On s'appuie sur la famille orthonormale déjà construite pour le calcul de ce projeté.
Cette méthode a été publiée par Jørgen Pedersen Gram en 1883 et reformulée par Erhard Schmidt en 1907, mais on la trouve déjà dans des travaux de 1816 de Laplace.

## Applications
- Le procédé d'orthonormalisation de Gram-Schmidt donne constructivement l'existence de bases orthonormées pour tout espace euclidien ou hermitien. Cet algorithme est ainsi souvent utilisé en informatique pour effectuer des rendus 3D.
- On peut aussi orthonormaliser la base canonique (1,X, …) de ℝ[X] et obtenir ainsi une famille de polynômes orthogonaux.
- Le procédé de Schmidt peut être utilisé dans la décomposition QR d'une matrice[3].

## Procédé de Gram-Schmidt
Nous définissons l'opérateur de projection orthogonale sur une droite vectorielle dirigée par le vecteur u par :
{\displaystyle \mathrm {proj} _{\mathbf {u} }\,(\mathbf {v} )={\langle \mathbf {u} ,\mathbf {v} \rangle  \over \langle \mathbf {u} ,\mathbf {u} \rangle }\mathbf {u} .}
Le procédé de Gram-Schmidt est alors :
|  | {\displaystyle \mathbf {u} _{1}=\mathbf {v} _{1},} |  | {\displaystyle \mathbf {e} _{1}={\mathbf {u} _{1} \over \\|\mathbf {u} _{1}\\|}} |
|  | {\displaystyle \mathbf {u} _{2}=\mathbf {v} _{2}-\mathrm {proj} _{\mathbf {u} _{1}}\,(\mathbf {v} _{2}),}                                                        |  | {\displaystyle \mathbf {e} _{2}={\mathbf {u} _{2} \over \\|\mathbf {u} _{2}\\|}} |
|  | {\displaystyle \mathbf {u} _{3}=\mathbf {v} _{3}-\mathrm {proj} _{\mathbf {u} _{1}}\,(\mathbf {v} _{3})-\mathrm {proj} _{\mathbf {u} _{2}}\,(\mathbf {v} _{3}),} |  | {\displaystyle \mathbf {e} _{3}={\mathbf {u} _{3} \over \\|\mathbf {u} _{3}\\|}} |
|  | {\displaystyle \vdots } |  | {\displaystyle \vdots }                                                          |
|  | {\displaystyle \mathbf {u} _{k}=\mathbf {v} _{k}-\sum _{j=1}^{k-1}\mathrm {proj} _{\mathbf {u} _{j}}\,(\mathbf {v} _{k}),}                                       |  | {\displaystyle \mathbf {e} _{k}={\mathbf {u} _{k} \over \\|\mathbf {u} _{k}\\|}} |

Avec :

Les deux premières étapes du procédé de Gram–Schmidt.

- {\displaystyle \langle \cdot ,\cdot \rangle }, le produit scalaire dans l'espace considéré
- v1, ..., vk, un ensemble de vecteurs non liés
- u1, ..., uk, un ensemble de vecteurs orthogonaux deux à deux
- e1, ..., ek, l'ensemble de vecteurs orthonormaux deux à deux recherché